# Patrick Ramsay
Hon. Sir Patrick William Maule Ramsay, KCMG (* 20. September 1879; † 19. Juni 1962 in Estoril, Portugal) war ein britischer Diplomat, der unter anderem von 1929 bis 1933 Gesandter in Griechenland, zwischen 1933 und 1935 Gesandter in Ungarn sowie zuletzt von 1935 bis 1939 Botschafter in Dänemark war.

## Leben
Patrick William Maule Ramsay war der zweitälteste von fünf Söhnen des Politikers John William Ramsay, 13. Earl of Dalhousie (1847–1887), der 1880 kurzzeitig Abgeordneter des Unterhauses (House of Commons), von 1880 bis zu dessen Tode 1887 Mitglied des Oberhauses (House of Lords) und 1886 Schottland-Minister (Secretary of State for Scotland) war, aus dessen Ehe mit Lady Ida Louisa Bennet (1857–1887), Tochter von Charles Bennet, 6. Earl of Tankerville (1810–1899). Zu seinen Brüdern gehörte sein ältester Bruder Arthur George Maule Ramsay (1878–1928), der beim Tod des Vaters 1887 als Neunjähriger den Titel als 14. Earl of Dalhousie erbte und als Offizier bei den Scots Guards diente. Sein jüngerer Bruder war der spätere Admiral Sir Alexander Robert Maule Ramsay (1881–1972), der unter anderem zwischen 1938 und 1939 Fünfter Seelord der Admiralität war. Sein zweitjüngster Bruder Charles Fox Maule Ramsay (1885–1926) war Lieutenant der Northumberland Yeomanry, während der jüngste Bruder Ronald Edward Maule Ramsay (1885–1909) als Lieutenant bei den Scots Guards diente. 
Ramsay und seine Brüder wurden mit dem Tod beider Eltern 1887 bereits als Kinder zu Vollwaisen. Nach Besuch des 1382 gegründeten Winchester College absolvierte er ein Studium am University College der University of Oxford und trat am 4. August 1904 als Attaché in den Diplomatischen Dienst (Diplomatic Service) des Außenministeriums (Foreign Office) ein. Während seiner darauf folgenden Verwendungen wurde er am 4. August 1906 zum Dritten Sekretär (Third Secretary) sowie am 20. Juli 1911 zum Zweiten Sekretär (Second Secretary) ernannt, ehe am 20. Juli 1918 seine Beförderung zum Ersten Sekretär (First Secretary) erfolgte. Nach seiner Beförderung zum Botschaftsrat (Counsellor) am 1. Mai 1922 war er zwischen 1922 und 1925 zunächst Botschaftsrat an der Gesandtschaft in Schweden. Im Anschluss folgten von 1925 bis 1927 Verwendungen als Botschaftsrat an der Botschaft in Brasilien sowie zwischen 1927 und 1929 als Botschaftsrat an der Botschaft in Spanien. Für seine Verdienste wurde er am 3. Juni 1929 zum Companion des Order of St Michael and St George (CMG) ernannt.
Am 14. November 1929 wurde Patrick Ramsay als Nachfolger von Sir Percy Lyham Loraine Gesandter in Griechenland und verblieb auf diesem Posten bis 1933, woraufhin Sir Sydney Waterlow ihn ablöste. Für seine Verdienste wurde er zum 3. Juni 1932 als Knight Commander des Order of St Michael and St George (KCMG) nobilitiert, wodurch er fortan den Namenszusatz „Sir“ führte. Als Nachfolger von Aretas Akers-Douglas, 2. Viscount Chilston wurde er am 2. Dezember 1933 zum Gesandter in Ungarn ernannt und bekleidete dieses Amt bis zu seiner Ablösung durch Geoffrey Knox 1935. Zugleich wurde auch zum Generalkonsul in Budapest ernannt. Zuletzt übernahm er am 6. Oktober 1935 von Sir Hugh Gurney das Amt als Botschafter in Dänemark und hatte dieses bis 1939 inne, woraufhin Charles Howard Smith seine dortige Nachfolge antrat.
Patrick William Maule Ramsay heiratete am 15. Oktober 1917 Dorothy Cynthia Surtees (1890–1957), Tochter von Brigadier-General Sir Herbert Conyers Surtees (1858–1933) und Madeleine Augusta Crabb. Aus dieser Ehe gingen die beiden Söhne David Patrick Maule Ramsay (1919–1978) und James Surtees Maule Ramsay (1923–1944) hervor, der als Lieutenant der Scots Guards im Zweiten Weltkrieg in den Niederlanden fiel.